# Maybole (Scozia)
Maybole (in gaelico scozzese: Am Magh Baoghail, pron. /ə maɣ pɯː.al/; 4.500 ab. circa) è una cittadina con status di burgh della Scozia sud-occidentale, facente parte dell'area amministrativa del South Ayrshire.

Era l'antica capitale del Carrick.

## Etimologia
Il toponimo Maybole deriva forse dalle combinazioni delle parole in antico inglese maege e botl, che significano rispettivamente "ragazza" e "casa".

## Geografia fisica

### Collocazione
Maybole si trova a pochi km dalla costa ed è situata a circa 15 km a sud di Ayr e a circa 45 km a sud-ovest di Glasgow.

## Luoghi d'interesse
Tra i luoghi di interesse, vi è la Cassilis Street, che ospita la gran parte degli edifici cittadini. Tra gli edifici d'interesse, vi sono il municipio, risalente al 1887, e il Castello di Maybole.
Nelle località situate nei dintorni della città, si trovano inoltre l'Abbazia di Crossraguel e il Culzean Castle

## Amministrazione

### Gemellaggi
- Crosne (Francia)
- Rýmařov (Repubblica Ceca)
- Schotten (Germania)